# Breux-sur-Avre
 Breux-sur-Avre  là một xã thuộc tỉnh Eure trong vùng Normandie miền bắc nước Pháp.